# Tocos do Moji
Tocos do Moji is een gemeente in de Braziliaanse deelstaat Minas Gerais. De gemeente telt 4.084 inwoners (schatting 2009).

## Aangrenzende gemeenten
De gemeente grenst aan Bom Repouso, Borda da Mata, Estiva en Inconfidentes.